# Národní cena Rosario Castellanos za krátký román
Národní cena Rosario Castellanos za krátký román (španělsky Premio Nacional de Novela Breve „Rosario Castellanos“) je národní cena za krátký román udělovaná mexickým státem Chiapas. Je pojmenován po spisovatelce chiapaského původu Rosario Castellanosové, která se proslavila romány magického realismu popisující vztahy mezi bohatými velkostatkáři a chudými indiány a míšenci.